# Shelby, Michigan
Shelby är en ort (village) i Oceana County i Michigan i USA. Vid 2020 års folkräkning hade Shelby 1 964 invånare.